# بي بي (فلم)
فيلم بي بي اللبناني، إنتاج عام 2013، قصة كلود صليبا، ومن إخراج ايلي ف.حبيب بالاشتراك مع ماغي بو غصن ويوسف الخال وجيسي عبدو.
```
  
معلومات عامة
```

```
تاريخ الصدور: 21نوفمبر2013.
```

```
اللغة الأصلية: لهجة لبنانية.
```

```
البلد الأصلي: لبنان.    
```

## القصة
تدور قصة الفيلم حول امرأةٍ تتمتع بقدرٍ من الجمال في الثالثة والثلاثين من عمرها تُدعى بديعة بدران (ماجي بو غصن)، إلا أن مستواها العقلي يتوقف عند سن الثامنة. تقطن بديعة مع جدتها (تيتا لطيفة) شديدة الشح والتي تعاني من مرض الزهايمر، وبمرور الوقت تُسلم الجدة حقيبة تحتوي على مليون دولار إلى حفيدتها بديعة، ومن هنا تبدأ صغيرة العقل كبيرة الجسد رحلتها وسط أنظار وأطماع المحيطين بها بمن فيهم شقيقها المقامر، وأثناء رحلتها تتعرف على (يوسف الخال) الذي يُلقي به الهواء في شباك حبها، ثم تتولى الأحداث وتبين كيف ستتصرف بديعة في الحياة السياسية التي تنزلق إليها عنوةً، وكذلك الحياة العاطفية التي تضعها في اختبارٍ للمرة الأولى في حياتها.